# Bandera de Vilanova d'Escornalbou
La bandera oficial de Vilanova d'Escornalbou té la descripció següent:
Bandera apaïsada de proporcions dos d'alt per tres de llarg, blanca, amb un rencontre de bou negre al mig d'una altura de 7/9 del total del drap.

## Història
Va ser publicada en el DOGC el 21 de setembre de 1994. Està basada en l'escut heràldic de la localitat.